# Kolonialreich

Animierte Karte der Kolonialreiche seit dem 15. Jahrhundert.

Als Kolonialreich bezeichnete man während der Zeit des Imperialismus und Kolonialismus die Gesamtheit der Kolonien eines bestimmten Staates, des Mutterlandes der jeweiligen Kolonien. Im Duden ist der Begriff als „großes Kolonialgebiet“ definiert.
Das erste globusumspannende Kolonialreich errichtete Portugal ab dem 15. Jahrhundert, das zudem am längsten bestand. Das Vereinigte Königreich verfügte mit dem Britischen Empire über das größte Kolonialreich, gefolgt von Frankreich, während hingegen das Deutsche Kaiserreich, Italien, Belgien und andere Staaten über vergleichsweise kurzzeitige oder kleinere Kolonialreiche verfügten.
Nicht zu verwechseln ist das Kolonialreich mit dem eigentlichen Imperium, welches aus dem Kolonialreich und dem Mutterland besteht. Während der Zeit des Kolonialismus bildete also die Gesamtheit der Kolonien des Vereinigten Königreichs (= Kolonialreich) zusammen mit dem Vereinigten Königreich das Britische Imperium. Das deutsche Kolonialreich bildete zusammen mit dem Deutschen Kaiserreich das eigentliche Deutsche Reich.
Davon abweichend spricht man auch für frühere Epochen von Kolonialreichen, wie etwa dem der Genueser oder der Venezianer. In der Neuzeit umfassten die Kolonialreiche europäischer Staaten insgesamt immer größere Teile der Erde. Im Jahr 1492, bei der Entdeckung Amerikas durch Kolumbus, kontrollierten die Europäer nur etwa neun Prozent der weltweiten Landfläche. 1801 war es bereits rund ein Drittel und 1880 waren es zwei Drittel. Im Jahr 1935 wurden schließlich ca. 85 Prozent der Landfläche und 70 Prozent der Weltbevölkerung politisch von Europa aus kontrolliert.

## Liste bekannter Kolonialreiche
Die folgende Tabelle vermittelt einen Überblick zu den bekannten Kolonialreichen europäischer Kolonialmächte der Neuzeit. Außerdem bestanden instabile oder kleinflächige Reiche außereuropäischer Mächte, etwa das japanische und US-amerikanische. Nicht aufgeführt sind ferner kleinere Reiche wie das der Balten, Brandenburger, Norweger, Österreicher und Schweden. Eine Sonderform bildet der Binnenkolonialismus des zaristischen Russlands, bei dem Mutterland und Kolonialreich räumlich nicht trennscharf voneinander zu unterscheiden sind.
| Reich                          | Fläche in km² | Einwohnerzahl     | Jahr der größten Ausdehnung | Karte |
| ------------------------------ | ------------- | ----------------- | --------------------------- | ----- |
| Portugiesisches Kolonialreich  | 4.000.000     | 14.000.000        | 1580                        |       |
| Niederländisches Kolonialreich | 3.700.000     | 37.400.000 (1914) | 1650                        |       |
| Spanisches Kolonialreich       | 13.700.000    | 64.000.000        | 1740                        |       |
| Dänisches Kolonialreich        | 2.700.000     |                   | 1814                        |       |
| Russisches Kolonialreich       | 24.458.509    |                   | 1866                        |       |
| Deutsches Kolonialreich        | 2.950.000     | 13.500.000        | 1914                        |       |
| Französisches Kolonialreich    | 13.500.000    | 112.000.000       | 1919                        |       |
| Britisches Kolonialreich       | 33.000.000    | 458.000.000       | 1921                        |       |
| Belgisches Kolonialreich       | 2.330.000     | 13.500.000        | 1925                        |       |
| Italienisches Kolonialreich    | 3.900.000     | 1.300.000 (1914)  | 1940                        |       |